# NGC 5882
NGC 5882 est une nébuleuse planétaire située dans la constellation du Loup. Elle a été découverte par l'astronome britannique John Herschel  en 1834. Cette nébuleuse a aussi été observée par l'astronome américaine Williamina Fleming en 1894 et elle a été inscrite à l'Index Catalogue sous la cote IC 1108.

## Observation
Avec une magnitude visuelle apparente de 10,18, on doit utiliser des jumelles dont l'ouverture est d'au moins 80 mm ou un petit télescope pour l'observer.  

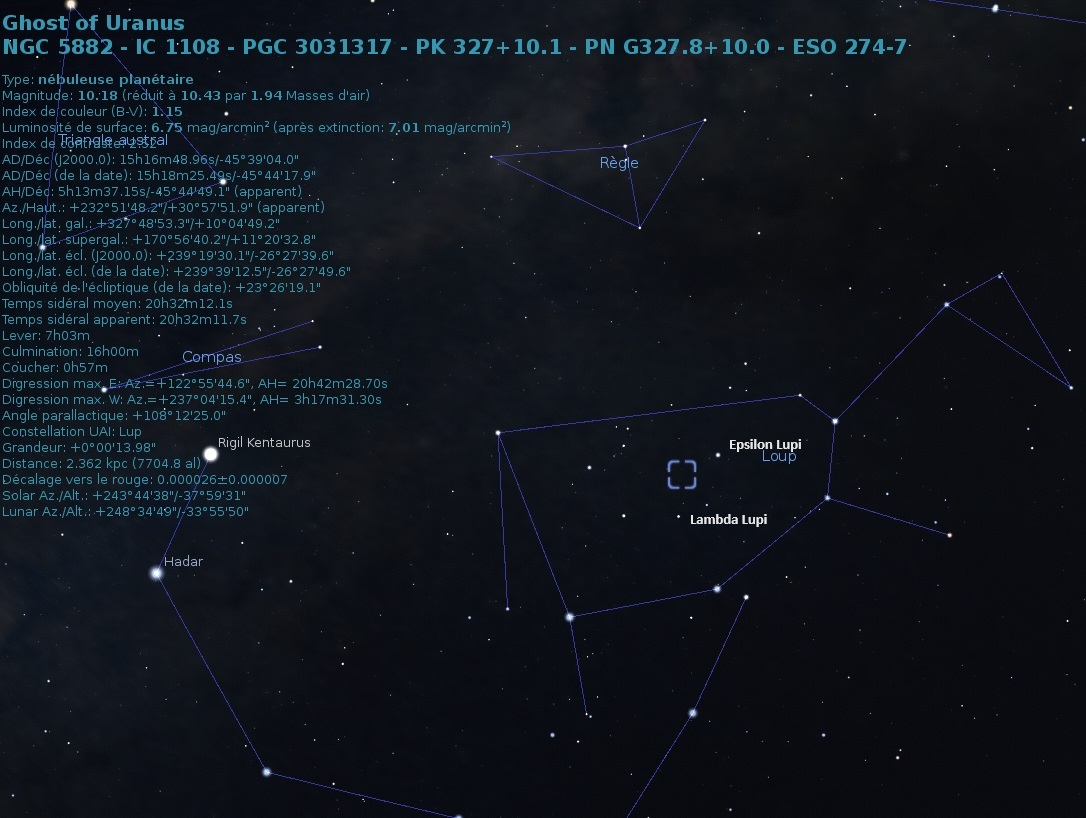
Localisation de NGC 5882 dans la constellation du Loup (Stellarium).

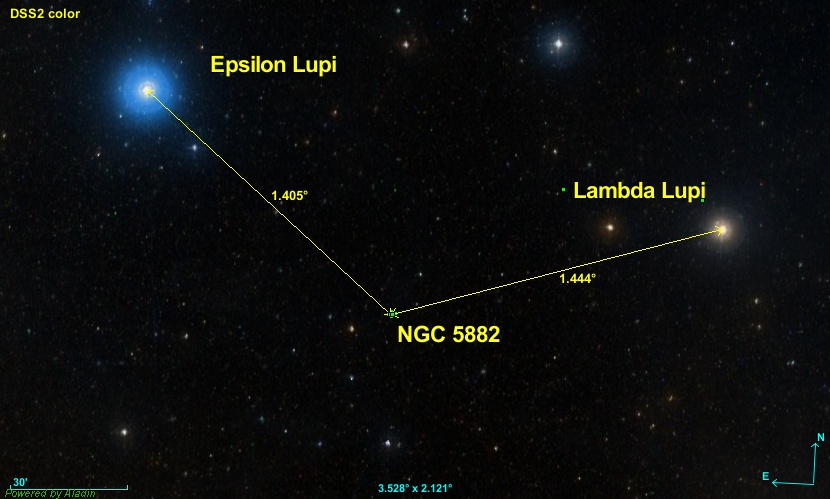
Position de NGC 5882 par rapport à deux étoiles de la constellation du Loup.

La nébuleuse NGC 5882 est située à environ 1,4 degré au sud-est d'Epsilon Lupi et à 1,45 degré au sud-ouest de Lambda Lupi.

## Caractéristiques

### Distance, taille et vitesse
Le logiciel en ligne Aladin Lite permet de consulter les données astronomiques de plusieurs catalogues, dont le « GAIA EARLY DATA RELEASE 3 (GAIA EDR3) ». Pour NGC 5882, Gaia EDR3, la parallaxe de NGC 5882 est égale à 0,462 3 ± 0,029 8 mas, ce qui correspond à une distance de 2163+97
−87 pc. 
La taille apparente de la nébuleuse est de 0,33 minutes d'arc, ce qui, compte tenu de la distance et grâce à un calcul simple, équivaut à une taille réelle de 0,68 ± 0,05 al.
Deux vitesses indentiques sont indiquées sur la base de données Simbad: 7,7 km/s et 7,7 ± 2,0 km/s.

### Structure
Plusieurs nébuleuses planétaires ont une apparence symétrique, le gaz étant expulsé de l'étoile mourante dans toutes les directions, mais ce n'est pas le cas pour NGC 5882, comme le montrent les images prises par le télescope spatial Hubble. Ces images montrent que la nébuleuse est formée de deux régions, une enveloppe interne allongée de gaz et une enveloppe asphérique plus pâle qui l'entoure.
L'image de Hubble révèle un réseau complexe de nœuds, de filaments et de bulles à l'intérieur de ces coquilles. Mais, c'est la naine blanche au cœur de l'étoile mourante qui domine l'image avec sa brillance exceptionnelle produite par une température de surface qui avoisine les 70 000 °C.
La coquille interne de la nébuleuse est approximativement elliptique et elle contient plusieurs grumeaux de matière ionisée. Cette coquille est entourée d'une plus vaste région de faible émission qui s'étend sur trois fois le diamètre de la région interne. La vitesse d'expansion de cette nébuleuse est en moyenne de 12,5 km/s. La coquille intérieure mesure 11" par 6", alors que la coque extérieure mesure environ 15".

### Étoile centrale
Les abondances de la nébuleuse sont très similaires à celle du Soleil à l'exception de l'azote dont l'abondance est deux fois plus élevée, ce qui suggère que l'étoile n'a pas subi de deuxième « dredge-up » durant son évolution vers la phase de nébuleuse planétaire. La magnitude visuelle apparente de la naine blanche est de 13,43, sa luminosité est 830 fois supérieure à celle du Soleil avec un rayon égal à 22,7 % de celui du Soleil. La naine blanche est légèrement en dehors du centre de symétrie de la nébuleuse.
Selon une source plus récente 2021, l'étoile au centre de cette nébuleuse est de type spectral O(H)f. Sa magnitude visuelle est égale à 13,42 et sa masse est estimée à 1,53 {\displaystyle M_{\odot }}. Sa température de surface atteint les 68 kK ({\displaystyle Log(T_{eff})=4,83}) et sa luminosité est égale à 4 666 {\displaystyle L_{\odot }} ({\displaystyle Log(L/L{\odot })=3,63}). Le rayon de la nébuleuse est estimé à 0,069 pc et son âge est de 6 860 ans.

## Galerie

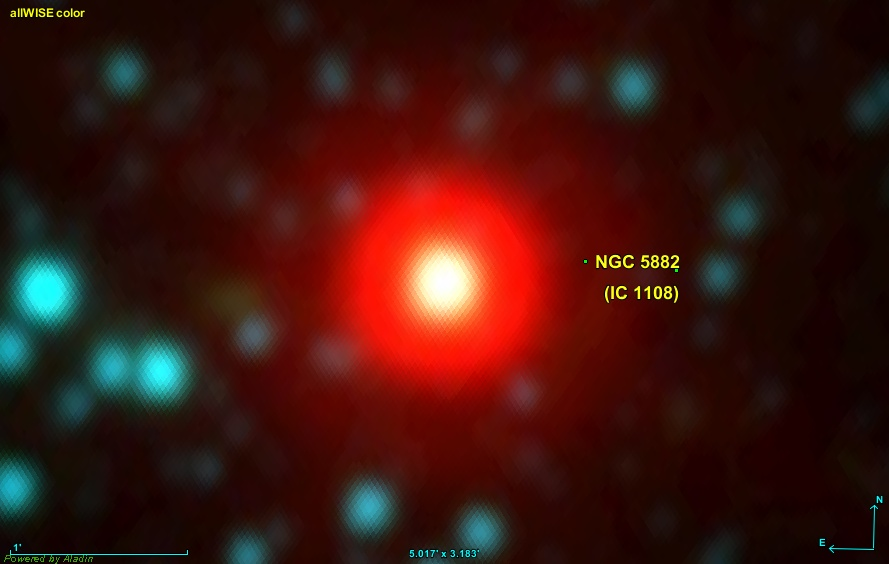
NGC 5885 dans le domaine de l'infrarouge par le télescope spatial WISE.
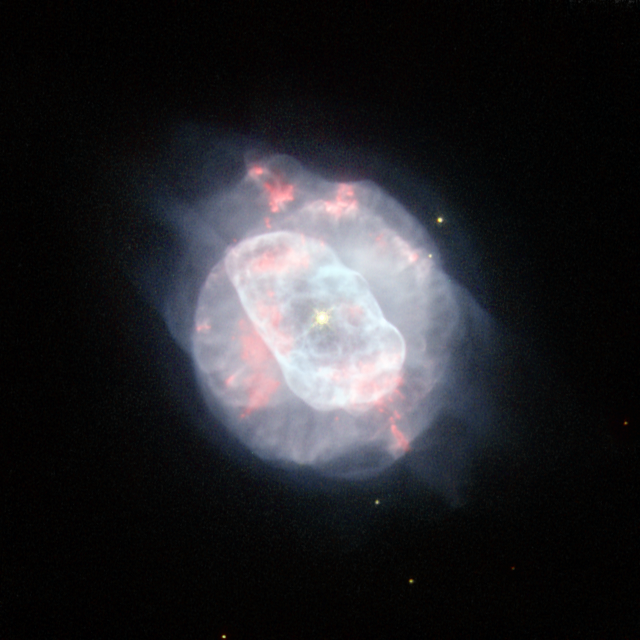
Autre image de NGC 5882 par le télescope spatial Hubble.
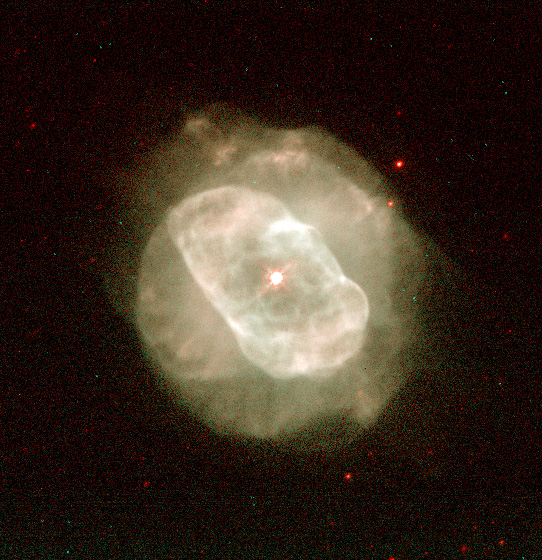
Autre interprétation des données captées par le télescope spatial Hubble.